# Alexander Sakkers
Alexander Boudewijn Sakkers (Delft, 28 mei 1948) is een Nederlands oud-politicus en bestuurder.

## Leven en werk
Sakkers groeide op in Arnhem. Aanvankelijk was hij werkzaam als luchtmachtofficier, maar koos na zijn studie fysische en sociale geografie voor een loopbaan in het onderwijs. Voor zijn overstap naar het politieke en bestuurlijke circuit was hij tot 1993 rector van de voormalige Rijksscholengemeenschap in Ter Apel.
Sakkers is lid van de VVD. In 1993 werd hij gedeputeerde van de provincie Groningen met in zijn portefeuille economische en Europese zaken. In 2000 werd hij benoemd tot burgemeester van Heerlen. Daar was hij onder andere verantwoordelijk voor Operatie Hartslag, waarmee de drugsoverlast verminderde door zorg voor de verslaafden en meer politie. In 2003 volgde zijn benoeming tot burgemeester van Eindhoven. Onder het bestuur van Sakkers kwamen er meer samenwerkingsverbanden tussen de drie technologiesteden Eindhoven, Aken en Leuven. Sakkers was van 1 september 2007 tot 1 september 2013 voorzitter van Transport en Logistiek Nederland (TLN).

## Burgemeester van Eindhoven
In 2003 werd Sakkers benoemd tot burgemeester van Eindhoven. Hij besteedde aandacht aan de economische ontwikkeling van de stad, onder meer aan Brainport, het samenwerkingsverband tussen bedrijven, instellingen en overheden in Zuidoost Brabant, gericht op technologische vernieuwing.
Van 2005 tot 2007 speelde een langdurig onderzoek naar eventuele belangenverstrengeling van de wethouder verantwoordelijk voor het gemeentelijk grondbedrijf en vastgoed. Verstrengeling van belangen is niet aangetoond, maar heeft wel geruime tijd het gemeentelijke politieke klimaat bepaald.
Sakkers werd bekend door zijn harde optreden tegen wiet telende woonwagenkampbewoners. In 2007 werd hij door hen bedreigd, waarvan hij aangifte deed. De burgemeester werd toen enige tijd beveiligd.

## Voorzitter Transport en Logistiek Nederland
Vanaf 1 september 2007 tot 1 september 2013 was Sakkers voorzitter van Transport en Logistiek Nederland (TLN). Hij was in die hoedanigheid lid van het dagelijks en algemeen bestuur van VNO-NCW. Daarnaast was hij voorzitter van de Europese commissie voor Transport van de International Road Transport Union (IRU) en was hij lid van de Sociaal-Economische Raad namens de werkgevers in de Nederlandse vervoersector. In mei 2013 trad hij, vanwege het bereiken van de pensioengerechtigde leeftijd terug uit deze functies.